# Cali (cantante)

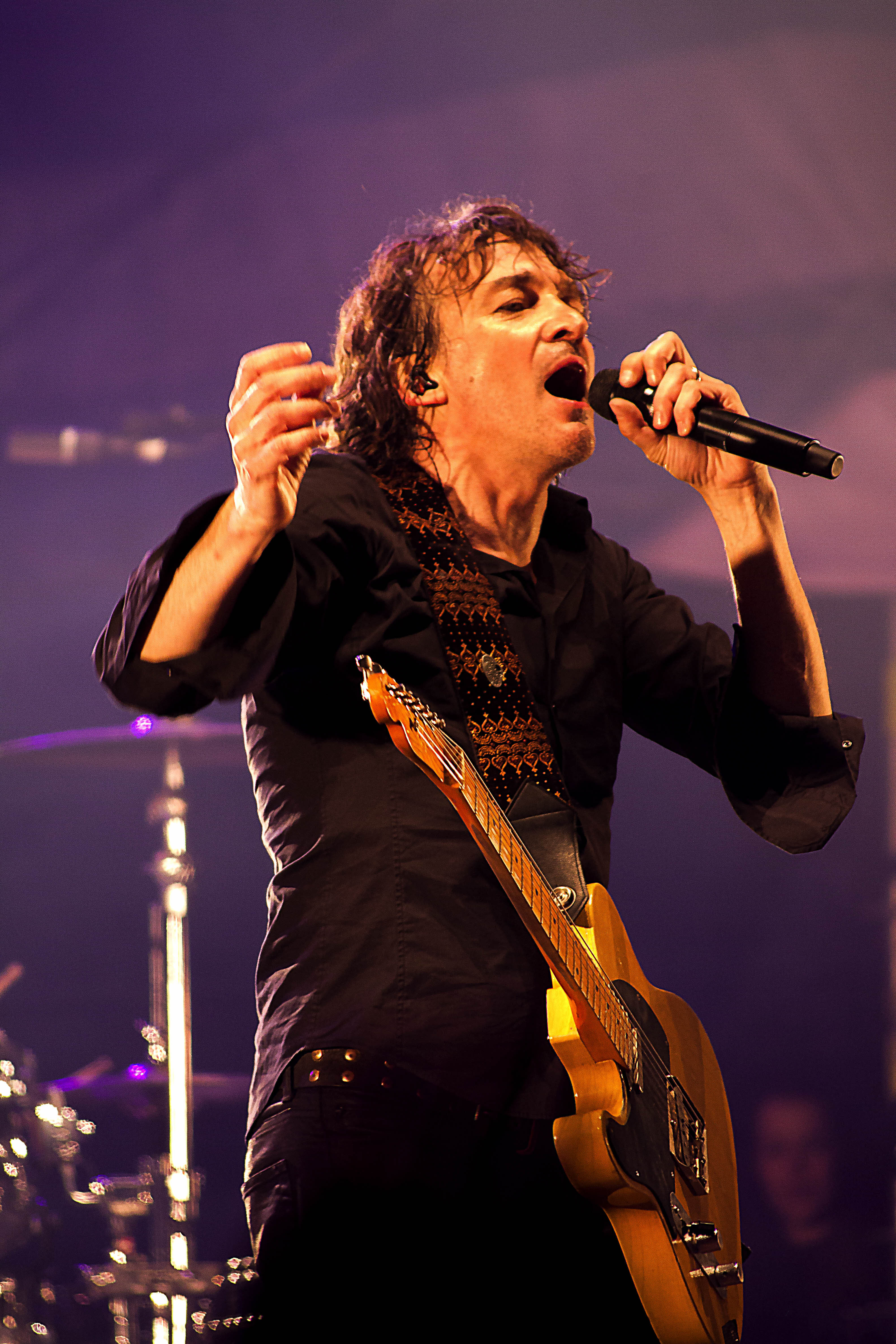
Cali en 2015.

Cali, nombre artístico de Bruno Caliciuri, nacido el 28 de junio de 1968 en Perpiñán  (Francia), es un cantante francés, autor, compositor y actor. Su estilo musical es el resultado de combinar la canción francesa con el rock. Mantiene una posición de artista comprometido públicamente, preocupado por los problemas de la sociedad y el mundo.

## Biografía

### Sus raíces
El abuelo paterno de Cali, Giuseppe Caliciuri, era un italiano calabrés que se unió a las Brigadas Internacionales para luchar en España contra los sublevados del general Franco. En Barcelona conoció a la enfermera María Pilar y se casó con ella. Su hijo Vicente, padre de Cali, nació en Barcelona. La familia huyó a Francia después de la derrota de los republicanos. El abuelo materno de Cali es oriundo de Vernet-les-Bains, Henri Fruitet, albañil, boxeador, comunista y francés catalán, casado con una italiana, Stella Genovese, de familia de músicos (melómanos). Los padres de Cali se trasladaron a Vernet-les-Bains, donde fallece su madre siete años más tarde. Cali es padre de tres hijos. 

### Los primeros años
Adicionado desde muy joven al Rugby, deporte que practicó durante muchos años en el club de Vernet-les-Bains. También se interesó por la política activa, hasta el punto de presentarse un par de veces, sin éxito, como candidato a las elecciones locales de su pueblo.
A los 17 años pasa unos meses en Irlanda donde descubre el movimiento punk, que determina el tipo de música de su primera banda, creada en la escuela secundaria, de nombre malsonante, cuyas provocativas canciones le acarrean problemas con las autoridades académicas. Aprovecha sus estancias en Iralanda e Inglaterra para seguir los pasos de sus ídolos, los Waterboys y U2, aunque también gusta de la música de Simple Minds y Clash. Se encontró brevemente con Bono en 1984, después de un memorable concierto de U2 que le marcó y determinó para dedicarse a la música. También se interesó por la música heavy metal pues cita en una entrevista de 2001 a Slayer, Pantera y Morbid Angel. Pero es la música de Waterboys, The Pan Within del álbum This Is The Sea, la que más le atrae.

### Sus comienzos

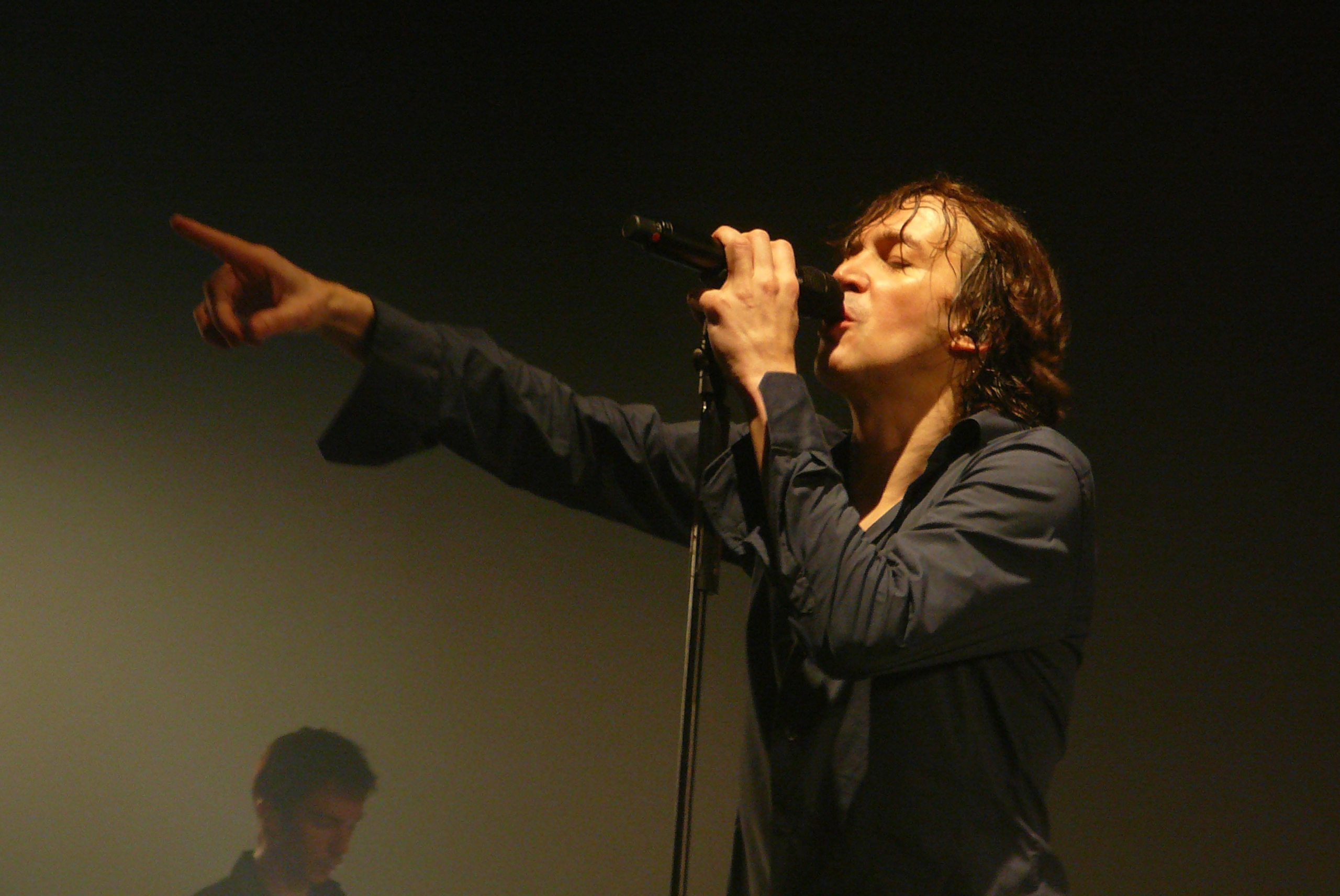
Cali en concierto, Paris 2008

Cali comenzó su verdadera carrera como músico, guitarrista y cantante con el grupo Lithium, especializado en versiones, que animaba las fiestas de los pueblos de su departamento, Pirineos Orientales. Le siguió el grupo Indy, que publicó el álbum Contes, Sexe & Cris Du Chœur y Tu es si belle qu'il se met à pleuvoir (1995). Y de 1997 a 2001, el grupo Tom Scarlett, que lanzó un álbum homónimo en 1998. Con éstos Cali compone las letras de los temas, toca la guitarra y es el cantante principal. Comienza entonces a hacer de telonero de artistas como Brigitte Fontaine o Bénabar y toca con frecuencia en El Mediator, un local de música rock de Perpiñán.
Las productora Asterios y el sello EMI le fichan en 2002, cuando constatan que están ante un nuevo fenómeno musical francés como se vio en las finales de la Francofolies de 2002 en La Rochelle.  Su primer disco en solitario L'amour parfait (Amor perfecto) es producido por el cazatalentos americano Daniel Presley (el mismo que patrocina a Breeders, Faith No More, Luke, Dionysos…). El disco sale el 19 de agosto de 2003 y contiene varios éxitos como C’est quand le bonheur?, Pensons à l’avenir y Elle m’a dit, y se convierte en una especie de manifiesto de una generación desencantada. Hugo Baretge (guitarra), Patrick Felices (bajo), Benjamin Minnow (batería), Aude Massat (Alto) y Julien Lebart (piano) conforman su grupo.
En 2004, Cali es nominado para los Grammy en la categoría de "Artista revelación del año", y obtiene los premios Constantin y Vincent-Scotto de la SACEM (éste por C'est quand le bonheur?). Ese año emprende un tour en el que alterna pequeños y grandes escenarios, como los de le Printemps de Bourges, el Sanseverino, Bashung y Bénabar. El DVD Plein de vie recoge uno de estos conciertos, el de la sala Bataclan donde cantó a dúo con Miossec.

### La confirmación
En octubre de 2005, Menteur ("embustero", que inicialmente bautizó como L’amour Terroriste) sigue a L'Amour parfait (el anuncio del nuevo LP es censurado en la TV porque se mofaba del gobierno francés). Producido en Irlanda, siempre con Daniel Presley, Cali suma a su grupo a Damien Lefèvre (bajista de Luke), Matthieu Chedid, Daniel Darc y Steve Wickham, violinista de los Waterboys. Un disco con sonoridades más cercanas al rock y con unos arreglos menos improvisados. Aparecen cantantes próximos a Cali, como Daniel Darc (1959-2013) y Steve Wickham, de su admirado grupo The Waterboys, que toca el violín en el tema Je m’en vais (Me voy). Este disco supone, además, la entrada de Cali en el núcleo de los mejores artistas franceses con canciones como Je ne vivrais pas sans toi (No viviría sin ti) o Je te souhaite à mon pire ennemi. El número de sus fanes no deja de crecer, atraídos por su lado más cercano a la chanson française o por sus conciertos más próximos al rock (incluso al punk) de un Cali que se da del todo a su público. La canción Le Vrai Père está dedicada a los padres separados (también a las madres) que pelean por conseguir las mismas condiciones para ver y cuidar de los hijos que la otra parte, los ex-cónyuges. 
Su nueva gira, que parte de Reims en noviembre de 2005, cuenta con tres actuaciones seguidas en la sala Olympia de Paris y terminan en la Fête de l’Humanité, en septiembre de 2006, después de tocar en otras muchas otras salas y festivales. De esa gira es el vídeo en directo Le Bordel magnifique(el caos magnífico), que corresponde a su actuación en Lille. En octubre de 2006, Cali emprende una gira acústica,  Dans l’intimité, en la que le acompañan Julien en los teclados, Nicolas y Blaise (instrumentos de metal). En su cita de París, actuó con músicos de renombre como (Michel Delpech, Bernard Lavilliers, Christophe Mali, Vincent Delerm, Raphael y Steve Wickham, entre otros). Simultáneamente realiza un DVD cuasi surrealista que es una colección de canciones y una auténtica película, La vie ne suffit pas, de Gaëtan Chataigner, que cuenta con la canción inédita hasta entonces, Pablito.
La cantante y actriz Jane Birkin incluyó una canción de Cali, Sans toi, en su disco Fictions. Esta pieza formó parte de su repertorio en la gira mundial de 2008.

### La consagración

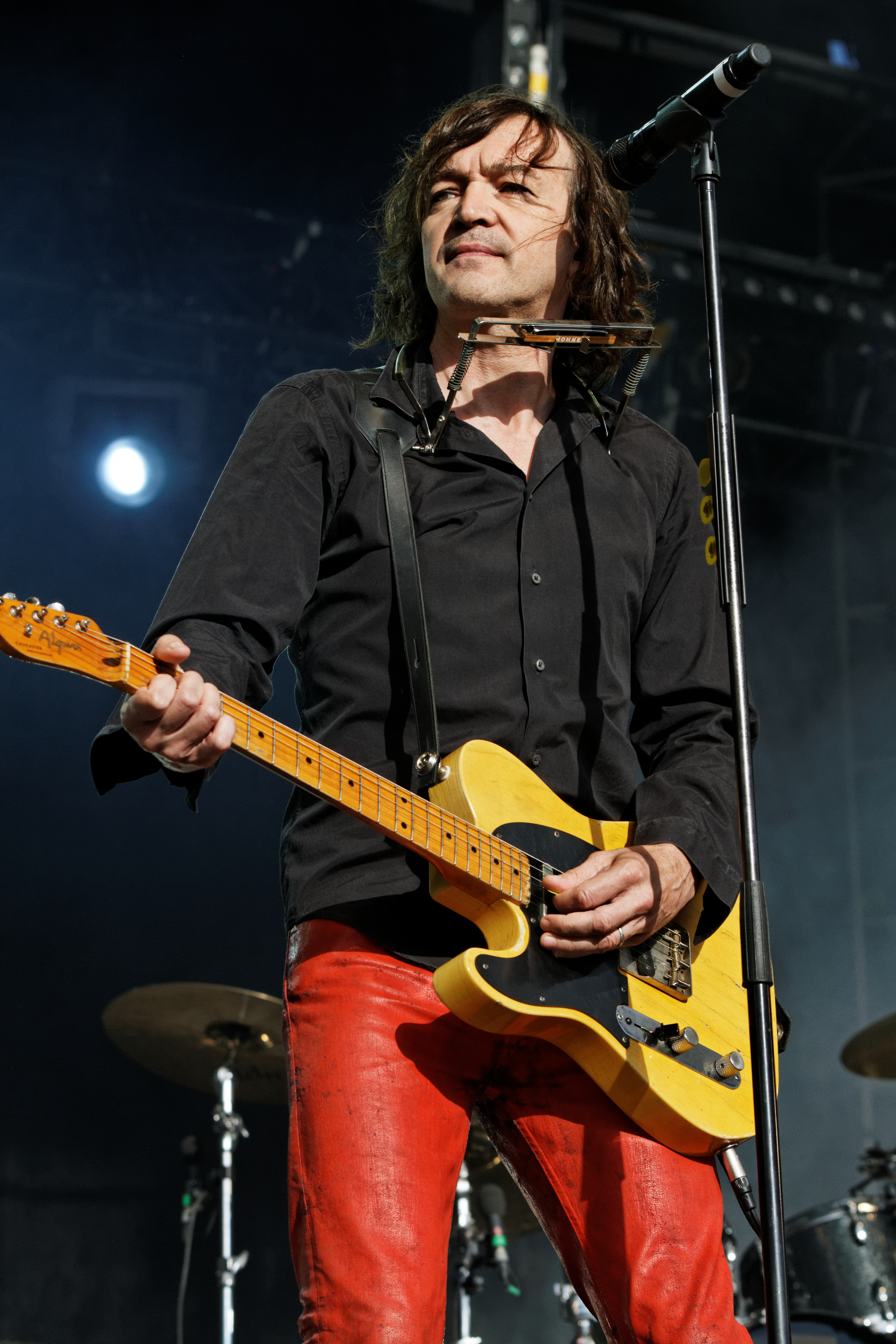
Cali en concierto, en el festival du Bout du Monde, agosto de 2013.

En la primavera de 2007 están de actualidad las elecciones presidenciales. Cali apoya abiertamente a la candidata socialista, Ségolène Royal, y participa en el mitin del estadio Charléty con Bénabar, Yannick Noah, Saez y Renaud. El triunfo de Nicolas Sarkozy le sirve de inspiración para la canción Resistencia, que está dentro de un nuevo álbum más político, L'Espoir (la esperanza) bajo la dirección de Scott Colburn (productor de Arcade Fire y de Mathias Malzieu). Es un disco que contiene canciones de amor, como en los anteriores, y también canciones más combativas y comprometidas. El título del disco también es un homenaje al cantante Léo Ferré, que en 1974 publicó un álbum titulado igual, l'Espoirn. Grabado cerca de Perpiñán, el álbum recibe críticas dispares. Fue presentado con el tema Comme j'étais en vie (Puesto que estaba vivo) y contiene los temas Mille cœurs debout, L’espoir, Giuseppe et Maria. Hay más rock influenciado por Arcade Fire (1000 cœurs debout), The Pogues (Résistance), Street Music (Je ne te reconnais plus, en dúo con Olivia Ruiz), The Waterboys (Pas la guerre y List of Lies). Mike Scott, líder del grupo escocés, está presente en L'espoir, voz y letra. Cali había estado con los Waterboys en mayo de 2006 en Bruselas, y Mike y Steve estuvieron con él en la sala Zénith en abril de 2008. Richard Kolinka, Daniel Roux, Steve Wickham, Robert Johnson, Geoffrey Burton, Julien Lebart, Blaise Margail et Nicolas Puisais participan de esta aventura discográfica y escénica. El DVD 1000 cœurs debout y un nuevo álbum en vivo son manifestación de esa etapa.
En marzo de 2009, el cantante cuenta su vida en el libro de entrevistas, Rage! de Didier Varrod, periodista especializado en música que ya conocía a Cali desde 2003 cuando escuchó en radio France Inter su canción, "Tout va bien" (Todo va bien). Habla de sus preocupaciones e inquietudes, de su ascendencia italiana, de su patria chica (el Rosellón francés), de U2, de Léo Ferré, del rugby, de los derechos de los padres, del amor, del Partido Socialista etc. Es el testimonio de una persona muy comprometida con la sociedad en la que vive. 
En el otoño de 2009, Cali se junta con The Hyènes, el grupo de Denis Barthe y Jean-Paul Roy, (batería y bajista de Noir Désir) para interpretar temas de Motörhead, AC/DC, Iggy and the Stooges y del mismo Cali.
Tras esta aventura, Cali se "recluye" en Perpiñán para trabajar en nuevos temas. El álbum La vie est une truite arc-en-ciel qui nage dans mon cœur sale en noviembre de 2010, coproducido por Geoffrey Burton (exguitarrista de Arno y de Alain Bashung). Considerado como más "rockero" y menos político, contiene entre otros los títulos Je sais ta vie (coros del grupo belga Hong Kong Dong), Je n'attends que la revanche, Mille ans d'ennuis y Cantona. Se completa con una edición para coleccionistas titulada Vous savez que je vous aime, con nueve temas. Le siguió la gira de 2011, que se inició en marzo y duró todo el año.
En noviembre de 2012 sale el álbum Vernet-les-bains, nombre de su ciudad natal que el 24 de enero de 2013 le nombra ciudadano de honor (hijo predilecto). En el otoño de 2014, es uno de los cuatro expertos musicales de la primera temporada de la versión francesa del programa de TV, Rising star. 
En marzo de 2015, Cali lanza su sexto álbum de estudio, L'Age d'or. Es el título de una obra elegante, con melodías teñidas de melancolía detrás de las cuales hay un mensaje de amor y felicidad. La infancia, los recuerdos, "sonrisas y lágrimas" ... Desde siempre Cali juega con las emociones y escribe sobre ellas. Para él probablemente sea su trabajo más positivo. Hay una cierta nostalgia pero con un toque optimista. «Est-ce que tu es heureux?» (¿eres feliz?) pregunta en su tema La vie, quoi? Cali quiere poner en palabras los sentimientos, nuestros sentimientos, y anima a creer en un futuro mejor ... Tal vez por eso canta con su hija Coco en uno de los nuevos temas.
En junio de 2015 es invitado para animar la famosa carrera de las 24 Horas de Le Mans.

## Músicos
- Hugues Baretge, Robert Johnson y Geoffrey Burton (guitarra)
- Julien Lebart, Johan Dalgaard y Steve Nieve (piano)
- Daniel Roux (Guitarra bajo), Patrick Felices (contrabajo), Henri Serra (bajo), Alan Gevaert (bajo), Alain Verderosa
- Benjamin Vairon, Richard Kolinka, Philippe Entressangle, Thierry Toune LeMillour (batería)
- Blaise Margail (trombón, guitarra)
- Nicolas Puisais (trompeta, clavicordios)
- Aude Massat (alto)
- Steve Wickham (violón)
- Sarah Zeebroek (coros, guitarra, bajo)
- Boris Zeebroek (coros, clavicordios, sintetizadores, guitarra)

## Discografía

### Álbumes de estudio con Indy
- 1995 : Contes, sexe & cris du Chœur
- 1995 : Tu es si belle qu'il se met à pleuvoir

### Álbumes de estudio
- 2003 : L'Amour parfait
- 2005 : Menteur
- 2006 : On Aime, on Aide
- 2008 : L'Espoir
- 2008 : Magique (bande originale du film)
- 2010 : La vie est une truite arc-en-ciel qui nage dans mon cœur
- 2012 : Vernet-les-Bains
- 2015 : L'Âge d'or

### DVD, Álbumes en vivo (live)
- 2004 : Plein de vie, DVD grabado en la sala Bataclan el 26 de mayo de 2004
- 2006 : Le Bordel magnifique, álbum en directo grabado en Lille el 18 de mayo de 2006, disco de oro
- 2006 : La vie ne suffit pas, film musical de varias actuaciones (Lille, Perpiñán).
- 2008 : 1000 cœurs debout, DVD en vivo grabado en Nantes el 14 de mayo de 2008
- 2009 : Le Bruit de ma vie, doble CD live électrique + acústico
- 2013 : La Vie cowboy, CD de la gira de 2012, acústico con Steve Nieve + doble CD live électrique del tour de 2013 « Vernet les Bains »

## Filmografía
- 2008 : Magique, de Philippe Muyl : Baptiste
- 2009 : J'ai oublié de te dire, de Laurent Vinas-Raymond : el mismo
- 2009 : Joyeux Noël, Noël, cortometraje de Xavier Franchomme : Peyre Noël

## Teatro
- 2014 : Cowboy Mouth de Sam Shepard y Patti Smith, puesta en escena Nicolas Tarrin, théâtre de la Gaîté-Montparnasse